# Kanonierki typu Elpidifor
Kanonierki typu Elpidifor – typ dwudziestu rosyjskich, a następnie radzieckich kanonierek oznaczonych numerami od 410 do 429, będących również na wyposażeniu Ukraińskiej Republiki Ludowej a później Hetmanatu. Brały udział w II wojnie światowej.

## Budowa
Okręty zostały zaprojektowane na bazie konstrukcji statku towarowego „Elpidifor” z Morza Azowskiego. W założeniu były uniwersalnymi jednostkami, które mogły służyć jako okręty desantowe, trałowce, stawiacze min, a w czasie pokoju być zaadaptowane do służby cywilnej. Ich zaletą był pojemny kadłub i małe zanurzenie. Oprócz adaptowanych jednostek cywilnych, w 1916 roku w Mikołajowie rozpoczęto budowę 20 jednostek dla marynarki Rosji, nazwanych Elpidifor z numerami od 410 do 429. Nie zdążyły jednak wejść do służby przed wybuchem wojny domowej.
Trzy okręty (410, 411 i 412) zostały w 1919 roku ukończone i wcielone do floty „białych” gen. Wrangla. W 1920 ewakuowano je do Bizerty. Po zajęciu Mikołajowa, pięć okrętów (413, 414, 415, 416 i 417) zostało począwszy od 1920 roku wprowadzonych jako kanonierki do Marynarki Wojennej ZSRR, pozostałe (418, 419, 420, 421, 422 i 423) służyły jako statki handlowe. Radziecki Elpidifor o nr 415 został zatopiony 9 stycznia 1921 przez francuski niszczyciel „Sakalave”. Okręty o numerach od 423 do 429 zostały złomowane, pozostałe uczestniczyły w II wojnie światowej walcząc w okresie Wielkiej Wojny Ojczyźnianej.
Do II wojny światowej we flocie radzieckiej dotrwały: „Krasnaja Abchazija” (nr 413), „Krasnyj Adżaristan” (nr 414), „Krasnaja Armienija” (nr 416, wcześniej „Krasnyj Krym”) oraz „Krasnaja Gruzija” (nr 417). „Krasnaja Armienija” została zatopiona 21 września 1941 roku przez niemieckie lotnictwo, a „Krasnaja Gruzija” 28 lutego 1943 roku przez niemieckie kutry torpedowe. „Krasnyj Adżaristan” od września 1945 roku był używany jako hulk, a został wycofany ze służby 21 lutego 1951 roku. „Krasnaja Abchazija” 28 marca 1947 została przeklasyfikowana w okręt hydrograficzny „Kursograf”, a w 1949 przemianowana na „Inguł” i wycofana 2 czerwca 1959 roku. Ponadto podczas wojny Elpidifor nr 418 „Walerij Czkałow” służył jako trałowiec T-512.

## Bibliografia

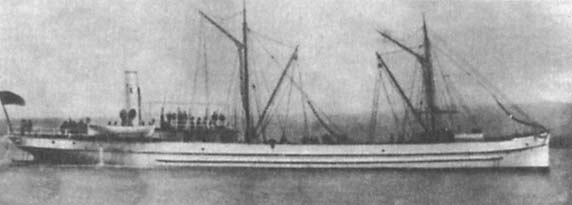
statek typu Elpidifor